# La Cabeça
La Cabeça és una muntanya de 965 metres que es troba al municipi d'Àger, a la comarca catalana de la Noguera.